# Nigdy nie mów nigdy (film 1983)
Nigdy nie mów nigdy – film sensacyjny z 1983 r. o przygodach Jamesa Bonda. Jeden z trzech filmów nienależących do głównej serii realizowanej przez wytwórnię EON Productions.
Nigdy nie mów nigdy jest remakiem filmu Operacja Piorun (Thunderball) z 1965 roku. Agenta Secret Intelligence Service ponownie zagrał Sean Connery, wracając do roli po dwunastoletniej przerwie, tj. od filmu Diamenty są wieczne. Początkowo rolę miał zagrać George Lazenby, odtwarzający tę postać w filmie W tajnej służbie Jej Królewskiej Mości (1969).

## Fabuła
Cała fabuła toczy się wokół wykradzenia przez tajną organizacją WIDMO (SPECTRE) dwóch rakiet z głowicami nuklearnymi, które Bond, przy pomocy Feliksa Leitera, stara się odzyskać.
W Stanach Zjednoczonych znajdują się dwie bomby, które może uzbroić tylko prezydent za pomocą urządzenia, które rozpoznaje oko prezydenta. Znowu we wszystko wplątuje się organizacja SPECTRE. Podczas ćwiczeń wywiadu w Ameryce Łacińskiej Bond nie spisuje się najlepiej, o mało nie zostaje zabity. M każe mu odpocząć i jechać do specjalnej kliniki. Tym razem Ernst Stavro Blofeld wspólnie z Maximillianem Largo rozkazują przeszczepienie jednemu ze swoich ludzi, kapitanowi Jackowi Petachiemu, rogówki na kopię oka prezydenta. Przypadkowo James Bond znajduje się w tym samym sanatorium co Jack po przeszczepie. W ośrodku uwagę komandora zwraca dziwne traktowanie jednego z pacjentów, który jak się później dowiadujemy jest powiązany z organizacją przestępczą WIDMO. Organizacja ta planuje w ramach operacji „Łzy Allacha” porwanie dwóch rakiet z głowicami nuklearnymi i zniszczenie dwóch celów - jednego w USA i jednego w Azji. Po uzbrojeniu bomb z pomocą Jacka, Largo rozkazuje zabić go numerowi dwunastemu – Fatimie Blush. W czasie pobytu Bonda w klinice zostają skradzione dwa amerykańskie pociski zaopatrzone w głowice nuklearne. Do porwania przyznaje się organizacja WIDMO, żądająca dużego okupu od państw wysoko rozwiniętych. M zleca Bondowi zająć się tą sprawą. Trop prowadzi z Anglii na Bahamy i do południowej Francji. Ten udaje się na Bahamy, gdzie jak mu się wydaje zdobędzie istotne informacje od Domino, siostry Jacka Petachiego, pilota którego wykorzystano aby ukradł rakiety. Śladem Bonda podąża płatny morderca – piękna i uwodzicielska Fatima.
Na Bahamach poznaje Maximilliana Largo, multimilionera rezydującego na okazałym jachcie. Łączy go dość bliska znajomość z Domino. Largo prawie od początku wzbudza podejrzenia Bonda. Bond nawiązuje znajomość z Domino. Udają się na jacht Largo, gdzie Bond zdobywa dowody udziału milionera w porwaniu rakiet. Na zorganizowanym w Nassau balu Bond tańczy tango z Domino. W czasie balu Bond opowiada Domino o jej bracie zabitym przez SPECTRE. Dziewczyna przechodzi na stronę Bonda. W rozprawieniu się z Blofeldem i Largo pomaga mu także Felix Leiter. Largo odpływa swoim jachtem, by użyć skradzionych bomb, 007 płynie za nim. Largo łapie Bonda i swoją byłą dziewczynę. Largo czuje się zdradzony przez dziewczynę. Jest wściekły z tego powodu. Largo wyjawia Bondowi, że jedna z bomb znajduje się w Waszyngtonie. Wywozi Domino na tajemniczą wyspę u wybrzeży Afryki i sprzedaje Arabom. W porę przybywa Bond i uwalnia Domino. Razem udają się powstrzymać Largo. Agent 007 informuje brytyjski wywiad, że bomba jest w USA. M prosi Bonda, by zajął się drugą bombą. Wskazówka jak dojść do drugiej bomby znajduje się na medalionie „Łzy Allacha”, który Domino dostała od Largo. Z pomocą przychodzi Bondowi Felix z oddziałem komandosów. Largo szykuje się już do wydostania rakiet z podwodnej groty. Dochodzi do podwodnego starcia. W ostatniej chwili Bond rozbraja bombę. Largo zostaje zabity harpunem przez Domino. Wszystko kończy się happy endem.

## Obsada
- Sean Connery jako James Bond
- Klaus Maria Brandauer jako Maximillian Largo
- Max von Sydow jako Ernst Stavro Blofeld
- Bárbara Carrera jako Fatima Blush
- Kim Basinger jako Domino Petachi
- Bernie Casey jako Leiter
- Alec McCowen jako Q
- Edward Fox jako M
- Pamela Salem jako Miss Moneypenny
- Rowan Atkinson jako Nigel Small-Fawcett
- Valerie Leon jako lady in Bahamas
- Milow Kirek jako Kovacs
- Pat Roach jako Lippe
- Anthony Sharp jako lord Ambrose
- Prunella Gee jako Patricia
- Gavan O’Herlihy jako Jack Petachi
- Ronald Pickup jako Elliott
- Robert Rietty jako włoski minister
- Guido Adorni jako włoski minister
- Vincent Marzello jako Culpepper
- Christopher Reich jako Numer „5”
- Billy J. Mitchell jako kapitan Pederson
- Manning Redwood jako generał Miller
- Anthony van Laast jako Kurt
- Joanna Dickens jako kucharka u Shrublandów
- Saskia Cohen Tanugi jako Nicole
- Sylvia Marriott jako francuski minister
- Dan Meadden jako bramkarz w kasynie
- Tony Cyrus jako arabski kupiec
- Brenda Kempner jako masażystka
- Tony Alleff jako licytator
- Lucy Hornak jako pielęgniarka u Shrublandów
- Michael Medwin jako doktor u Shrublandów
- John Stephen Hill jako oficer komunikacji

## Produkcja
Zdjęcia do filmu kręcono w następujących lokacjach:
- Anglia (Luton Hoo w hrabstwie Bedfordshire, rezydencja Waddesdon Manor w hrabstwie Buckinghamshire);
- Francja (Villefranche-sur-Mer, Fort Carré w Antibes);
- Bahamy (wyspa New Providence, Nassau)[1].

## Nagrody
- Nagrody w 1984:
  - Złoty Ekran
- Nominacje w 1983:
  - Saturn najlepsze efekty specjalne
  - Bárbara Carrera – Złoty Glob najlepsza aktorka drugoplanowa
  - Saturn najlepszy film fantasy